# Conrad (Montana)
Pour les articles homonymes, voir Conrad.
La ville de Conrad est le siège du comté de Pondera, dans l’État du Montana, aux États-Unis. Sa population s’élevait à 2 570 habitants lors du recensement de 2010, estimée à 2 494 habitants en 2017.